# Wiki-Site
Wiki-Site es un wiki hosting. A diferencia de la mayoría de los otros sitios de alojamiento MediaWiki, Wiki-Site es capaz de albergar diversos idiomas. Un inconveniente es que el sitio tiene publicidad.

## Idiomas
- Inglés Archivado el 20 de agosto de 2008 en Wayback Machine.
- Hebreo Archivado el 1 de septiembre de 2006 en Wayback Machine.
- Español
- Francés Archivado el 28 de agosto de 2008 en Wayback Machine.
- Croata

### Lista de wikis alojados en Wiki-Site
| N.º | Idioma | Wiki | Good | Total | Ediciones                                                                                               | Admins                                                                                               | Users                                                                                                  | Imágenes                                                                                              | Archivos            |
| --- | ------ | --- | ---- | ----- | --- | --- | --- | --- | ------------------- |
| 1   | he     | charts                                                                                                   | 3509 | 5155  | 10742 (enlace roto disponible en Internet Archive; véase el historial, la primera versión y la última). | 1 (enlace roto disponible en Internet Archive; véase el historial, la primera versión y la última).  | 1 (enlace roto disponible en Internet Archive; véase el historial, la primera versión y la última).    | 2 (enlace roto disponible en Internet Archive; véase el historial, la primera versión y la última).   | 2009-09-22 03:11:55 |
| 2   | es     | wikipediars                                                                                              | 3042 | 7055  | 8913 | 22                                                                                                   | 152 | 839                                                                                                   | 2009-09-22 03:33:50 |
| 3   | en     | cbdex | 2518 | 3975  | 4589 (enlace roto disponible en Internet Archive; véase el historial, la primera versión y la última).  | 2 (enlace roto disponible en Internet Archive; véase el historial, la primera versión y la última).  | 14 (enlace roto disponible en Internet Archive; véase el historial, la primera versión y la última).   | 2 (enlace roto disponible en Internet Archive; véase el historial, la primera versión y la última).   | 2009-09-22 04:12:44 |
| 4   | he     | rmh | 1889 | 3663  | 5755 (enlace roto disponible en Internet Archive; véase el historial, la primera versión y la última).  | 2 (enlace roto disponible en Internet Archive; véase el historial, la primera versión y la última).  | 104 (enlace roto disponible en Internet Archive; véase el historial, la primera versión y la última).  | 218 (enlace roto disponible en Internet Archive; véase el historial, la primera versión y la última). | 2009-09-22 03:48:55 |
| 5   | en     | groupprops                                                                                               | 1581 | 2808  | 8373 | 2 (enlace roto disponible en Internet Archive; véase el historial, la primera versión y la última).  | 52 | 11 | 2009-09-22 03:37:03 |
| 6   | he     | armybands                                                                                                | 1575 | 3446  | 4254 (enlace roto disponible en Internet Archive; véase el historial, la primera versión y la última).  | 1 (enlace roto disponible en Internet Archive; véase el historial, la primera versión y la última).  | 1 (enlace roto disponible en Internet Archive; véase el historial, la primera versión y la última).    | 0 (enlace roto disponible en Internet Archive; véase el historial, la primera versión y la última).   | 2009-09-22 03:06:39 |
| 7   | en     | vgccdex                                                                                                  | 1472 | 1689  | 2028 | 3 (enlace roto disponible en Internet Archive; véase el historial, la primera versión y la última).  | 11 | 0 | 2009-09-22 04:28:45 |
| 8   | he     | ashlag (enlace roto disponible en Internet Archive; véase el historial, la primera versión y la última). | 1121 | 1233  | 4146 (enlace roto disponible en Internet Archive; véase el historial, la primera versión y la última).  | 1 (enlace roto disponible en Internet Archive; véase el historial, la primera versión y la última).  | 17 (enlace roto disponible en Internet Archive; véase el historial, la primera versión y la última).   | 5 (enlace roto disponible en Internet Archive; véase el historial, la primera versión y la última).   | 2009-09-22 03:33:23 |
| 9   | he     | liatl13                                                                                                  | 1097 | 2800  | 2813 (enlace roto disponible en Internet Archive; véase el historial, la primera versión y la última).  | 1 (enlace roto disponible en Internet Archive; véase el historial, la primera versión y la última).  | 4 (enlace roto disponible en Internet Archive; véase el historial, la primera versión y la última).    | 66 (enlace roto disponible en Internet Archive; véase el historial, la primera versión y la última).  | 2009-09-22 04:28:10 |
| 10  | en     | sgvst | 933  | 1319  | 3129 | 2 (enlace roto disponible en Internet Archive; véase el historial, la primera versión y la última).  | 3 | 212                                                                                                   | 2009-09-22 04:17:11 |
| 11  | es     | plasniskpedia                                                                                            | 892  | 2369  | 9995 (enlace roto disponible en Internet Archive; véase el historial, la primera versión y la última).  | 6 (enlace roto disponible en Internet Archive; véase el historial, la primera versión y la última).  | 4594 (enlace roto disponible en Internet Archive; véase el historial, la primera versión y la última). | 790 (enlace roto disponible en Internet Archive; véase el historial, la primera versión y la última). | 2009-09-22 03:35:02 |
| 12  | it     | trieste                                                                                                  | 829  | 2583  | 4354 (enlace roto disponible en Internet Archive; véase el historial, la primera versión y la última).  | 1 (enlace roto disponible en Internet Archive; véase el historial, la primera versión y la última).  | 2 (enlace roto disponible en Internet Archive; véase el historial, la primera versión y la última).    | 49 (enlace roto disponible en Internet Archive; véase el historial, la primera versión y la última).  | 2009-09-22 04:14:59 |
| 13  | en     | erail | 750  | 865   | 2224 | 2 (enlace roto disponible en Internet Archive; véase el historial, la primera versión y la última).  | 10 (enlace roto disponible en Internet Archive; véase el historial, la primera versión y la última).   | 29 | 2009-09-22 03:09:54 |
| 14  | en     | syiyaia                                                                                                  | 680  | 2483  | 2628 (enlace roto disponible en Internet Archive; véase el historial, la primera versión y la última).  | 1 (enlace roto disponible en Internet Archive; véase el historial, la primera versión y la última).  | 3 (enlace roto disponible en Internet Archive; véase el historial, la primera versión y la última).    | 78 (enlace roto disponible en Internet Archive; véase el historial, la primera versión y la última).  | 2009-09-22 03:46:24 |
| 15  | de     | freiesoftware                                                                                            | 632  | 2359  | 16405 (enlace roto disponible en Internet Archive; véase el historial, la primera versión y la última). | 2 (enlace roto disponible en Internet Archive; véase el historial, la primera versión y la última).  | 50 (enlace roto disponible en Internet Archive; véase el historial, la primera versión y la última).   | 84 (enlace roto disponible en Internet Archive; véase el historial, la primera versión y la última).  | 2009-09-22 04:10:50 |
| 16  | en     | anarchopedia                                                                                             | 605  | 2775  | 3839 (enlace roto disponible en Internet Archive; véase el historial, la primera versión y la última).  | 13 (enlace roto disponible en Internet Archive; véase el historial, la primera versión y la última). | 68 (enlace roto disponible en Internet Archive; véase el historial, la primera versión y la última).   | 138 (enlace roto disponible en Internet Archive; véase el historial, la primera versión y la última). | 2009-09-22 03:35:32 |
| 17  | es     | wikieta                                                                                                  | 575  | 695   | 1608 (enlace roto disponible en Internet Archive; véase el historial, la primera versión y la última).  | 1 (enlace roto disponible en Internet Archive; véase el historial, la primera versión y la última).  | 1 (enlace roto disponible en Internet Archive; véase el historial, la primera versión y la última).    | 40 (enlace roto disponible en Internet Archive; véase el historial, la primera versión y la última).  | 2009-09-22 04:26:31 |
| 18  | he     | bukovina                                                                                                 | 574  | 2522  | 4132 (enlace roto disponible en Internet Archive; véase el historial, la primera versión y la última).  | 1 (enlace roto disponible en Internet Archive; véase el historial, la primera versión y la última).  | 27 (enlace roto disponible en Internet Archive; véase el historial, la primera versión y la última).   | 200 (enlace roto disponible en Internet Archive; véase el historial, la primera versión y la última). | 2009-09-22 04:01:02 |
| 19  | en     | virtualseries                                                                                            | 541  | 2216  | 4073 | 1 (enlace roto disponible en Internet Archive; véase el historial, la primera versión y la última).  | 56 (enlace roto disponible en Internet Archive; véase el historial, la primera versión y la última).   | 154 (enlace roto disponible en Internet Archive; véase el historial, la primera versión y la última). | 2009-09-22 04:12:47 |
| 20  | he     | ventura                                                                                                  | 535  | 2324  | 2881 (enlace roto disponible en Internet Archive; véase el historial, la primera versión y la última).  | 1 (enlace roto disponible en Internet Archive; véase el historial, la primera versión y la última).  | 6 (enlace roto disponible en Internet Archive; véase el historial, la primera versión y la última).    | 354 (enlace roto disponible en Internet Archive; véase el historial, la primera versión y la última). | 2009-09-22 03:49:56 |

- Datos: Q6167343